# Сураново
Сураново — посёлок при разъезде (официально — разъезд) в Тайгинском городском округе Кемеровской области России.

## История
Основан в 1896 году при строительстве Томской ветки Транссибирской магистрали. Назван по имени близлежащей тогда деревни Сураново, находившейся в 12 км к западу и упразднённой в 1970 году.

Решением ОИК № 539 от 8 июля 1959 г. объединены Пашковский и Березовский сельсоветы в один Пашковский; из его состава деревня перечислена Дубровскому сельсовету станции Сураново.

Решением ОИК № 489 от 10 ноября 1980 г. поселок разъезда Сураново передан из Дубровского сельсовета Яшкинского района в административное подчинение Тайгинского горсовета.

## География
Разъезд Сураново расположен на Томской ветви железной дороги, между остановочными площадками 15 и 26 км, в северной части Кемеровской области, у истока реки Тугояковка.
Уличная сеть состоит из восьми объектов: Клубный пер., Тайгинский пер., Томский пер., Комсомольская ул., Лесная ул., Привокзальная ул., Садовая ул., Советская ул.
Климат
резко континентальный. Зима морозная, длительная, а лето короткое.

## Население
| 2010 |
| ---- |
| 234  |

Национальный состав
Согласно результатам переписи 2002 года, в национальной структуре населения русские составляли 91 % от общей численности населения в 292 жителя

## Транспорт
Одноимённая остановочная площадка, действовал железнодорожный вокзал. Грунтовая дорога на Тайгу и труднодоступная грунтовая дорога на Овражное.